# Concert per a piano (Dvořák)
El concert per a piano i orquestra en sol menor, op. 33, fou el primer de tres concerts que Antonín Dvořák va compondre, seguit del de violí i violoncel. Aquest primer és probablement el menys conegut i menys reeixit. El veredicte ha estat generalment que el concert per a piano tenia més èxit com a peça simfònica que com a concert per a piano, és a dir, és més aviat un concert simfònic en el qual el piano juga una part principal en l'orquestra.
Va ser compost pensant en el pianista Karel Slavkovský, i va ser aquest qui el va interpretar per primera vegada a Praga el 24 de març de 1878, amb l'orquestra del Teatre Provisional de Praga dirigida per Adolf Cech. Molt se n'ha discutit sobre el seu valor pianístic, però seria un error fixar-se només en això. Certament, l'escriptura pianística no és efectiva, fins al punt que la partitura publicada en l'edició completa inclou una revisió de la part solista per Wilém Kurz, que és indubtablement més pianística, encara que no per això hagi contribuït a la popularitat de l'obra. El mateix Dvořák parlava sovint de la seva intenció de tornar a escriure la part de piano. En aquest concert la inspiració és molt menor que en la música de cambra i en les simfonies, o que a la suite txeca i en el concert per a violí.
Dvořák componia aquest concert des de finals d'agost fins al 14 de setembre de 1876. La seva versió autografiada conté moltes correccions, esborraments, talls i addicions, la majoria dels quals per al piano. Dvořák mateix s'adonava que no havia creat una peça en la qual el piano lluita amb l'orquestra i, per tant, no és una peça virtuosística. Dvořák va escriure: "Veig que sóc incapaç d'escriure un concert per a un virtuós, he de pensar en unes altres coses."